# Amedea Paleologa
Amedea Paleologa (3 agosto 1429 – Nicosia, 13 settembre 1440) principessa italiana appartenente alla dinastia dei Paleologi del Monferrato fu Regina consorte di Cipro, Gerusalemme e Armenia.

## Biografia

### Infanzia
Amedea, secondo il Monumenta Aquensia, Volume 2 era figlia del Marchese del Monferrato, Giangiacomo Paleologo e di Giovanna di Savoia, che, secondo lo storico francese, Samuel Guichenon, nel suo Histoire généalogique de la royale maison de Savoie, era la figlia femmina secondogenita di Amedeo VII, detto il Conte Rosso, Conte di Savoia, d'Aosta e di Moriana, e della moglie, Bona di Berry.
Giangiacomo Paleologo, sempre secondo il Monumenta Aquensia, Volume 2 era figlio del Marchese del Monferrato, Teodoro II (1364 – 1418) e di Giovanna di Bar († 1402), figlia del primo duca di Bar, Roberto I e della moglie, Maria di Valois, figlia del re di Francia Giovanni II.

### Matrimonio
Il 23 dicembre 1437, a Ripaglia, in Savoia, Amedea aveva sposato per procura il re di Cipro, re titolare di Gerusalemme, pretendente al trono armeno di Cilicia, Giovanni II di Lusignano; Giacomo II era rappresentato dallo zio, Ugo, cardinale, Arcivescovo di Nicosia. Il matrimonio era frutto degli interesse dei Paleologi nel Mediterraneo orientale.
Amedea, che la Chroniques d'Amadi et de Strambaldi, cita col nome di Medea, arrivò a Cipro, nel 1440 e il 3 luglio fu celebrato il matrimonio di Medea con Giovanni II di Cipro, che, sia secondo Les familles d'outre-mer, che secondo la Chroniques d'Amadi et de Strambaldi. T. 1, Giovanni era il figlio primogenito del re di Cipro e di Gerusalemme, pretendente al trono armeno di Cilicia, Giano di Lusignano (1375 – 1432) e della sua seconda moglie, Carlotta di Borbone (1388-1422), che, secondo lo storico e genealogista francese, Pierre de Guibours, detto Père Anselme de Sainte-Marie o più brevemente Père Anselme, nel suoHistoire généalogique et chronologique de la maison royale de France, Carlotta era figlia del Conte di La Marche, Giovanni di Borbone-La Marche e della Contessa di Vendôme e di Castres, Caterina di Vendôme. Amedea divenne col matrimonio regina consorte di Cipro, Gerusalemme e Armenia. L'incoronazione avvenne nella Cattedrale di Santa Sofia a Nicosia il 3 luglio del 1440, come conferma la Chroniques d'Amadi et de Strambaldi. T. 2.

### Morte

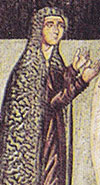
Elena Paleologa

Amedea mantenne questo titolo però per poco tempo: Amedea morì improvvisamente infatti due mesi dopo il matrimonio, il 13 settembre 1340. La salma fu deposta accanto a quella della madre di Giovanni II presso il convento di San Domenico.
In occasione della morte di Amedea, l'umanista Guiniforte Barzizza inviò una lettera in versi a Giangiacomo, lettera che oggi alcuni considerano prova della nascita a Casale di una scuola umanistica.
Il re, che necessitava di un erede al trono, si risposò meno di due anni dopo con Elena (1428 – 1458), figlia di Teodoro II Paleologo (1396 – 1448) despota della Morea, che gli diede solo figlie femmine. 
L'erede al trono però arrivò grazie all'amante Marietta di Patrasso, madre di Giacomo II di Cipro, detto appunto il bastardo.

## Ascendenza
|                                 |                     |                       | Genitori               |  |  | Nonni |  |  | Bisnonni                   |  |  | Trisnonni                |  |
|                                 |                     |                       |                        |  |  |       |  |  | Giovanni II del Monferrato |  |  | Teodoro I del Monferrato |  |
|                                 |                     |                       |                        |  |  |       |  |  | Giovanni II del Monferrato |  |  | Teodoro I del Monferrato |  |
|                                 |                     | Argentina Spinola     |                        |  |  |       |  |  | Giovanni II del Monferrato |  |  |                          |  |
| Teodoro II del Monferrato       |                     |                       |                        |  |  |       |  |  | Giovanni II del Monferrato |  |  |                          |  |
|                                 |                     | Elisabetta di Maiorca | Giacomo III di Maiorca |  |  |       |  |  |                            |  |  |                          |  |
|                                 |                     | Elisabetta di Maiorca | Giacomo III di Maiorca |  |  |       |  |  |                            |  |  |                          |  |
|                                 |                     | Elisabetta di Maiorca | Costanza d'Aragona     |  |  |       |  |  |                            |  |  |                          |  |
| Giovanni Giacomo del Monferrato |                     | Elisabetta di Maiorca |                        |  |  |       |  |  |                            |  |  |                          |  |
|                                 |                     | Roberto I di Bar      | Enrico IV di Bar       |  |  |       |  |  |                            |  |  |                          |  |
|                                 |                     | Roberto I di Bar      | Enrico IV di Bar       |  |  |       |  |  |                            |  |  |                          |  |
|                                 |                     | Roberto I di Bar      | Yolanda di Dampierre   |  |  |       |  |  |                            |  |  |                          |  |
| Giovanna di Bar                 |                     | Roberto I di Bar      |                        |  |  |       |  |  |                            |  |  |                          |  |
|                                 |                     | Maria di Valois       | Giovanni II di Francia |  |  |       |  |  |                            |  |  |                          |  |
|                                 |                     | Maria di Valois       | Giovanni II di Francia |  |  |       |  |  |                            |  |  |                          |  |
|                                 |                     | Maria di Valois       | Bona di Lussemburgo    |  |  |       |  |  |                            |  |  |                          |  |
| Amedea Paleologa                |                     | Maria di Valois       |                        |  |  |       |  |  |                            |  |  |                          |  |
|                                 | Amedeo VI di Savoia | Aimone di Savoia      |                        |  |  |       |  |  |                            |  |  |                          |  |
|                                 | Amedeo VI di Savoia | Aimone di Savoia      |                        |  |  |       |  |  |                            |  |  |                          |  |
|                                 | Amedeo VI di Savoia | Violante Paleologa    |                        |  |  |       |  |  |                            |  |  |                          |  |
| Amedeo VII di Savoia            | Amedeo VI di Savoia |                       |                        |  |  |       |  |  |                            |  |  |                          |  |
|                                 |                     | Bona di Borbone       | Pietro I di Borbone    |  |  |       |  |  |                            |  |  |                          |  |
|                                 |                     | Bona di Borbone       | Pietro I di Borbone    |  |  |       |  |  |                            |  |  |                          |  |
|                                 |                     | Bona di Borbone       | Isabella di Valois     |  |  |       |  |  |                            |  |  |                          |  |
| Giovanna di Savoia              |                     | Bona di Borbone       |                        |  |  |       |  |  |                            |  |  |                          |  |
|                                 |                     | Giovanni di Valois    | Giovanni II di Francia |  |  |       |  |  |                            |  |  |                          |  |
|                                 |                     | Giovanni di Valois    | Giovanni II di Francia |  |  |       |  |  |                            |  |  |                          |  |
|                                 |                     | Giovanni di Valois    | Bona di Lussemburgo    |  |  |       |  |  |                            |  |  |                          |  |
| Bona di Berry                   |                     | Giovanni di Valois    |                        |  |  |       |  |  |                            |  |  |                          |  |
|                                 |                     | Giovanna d'Armagnac   | Giovanni I d'Armagnac  |  |  |       |  |  |                            |  |  |                          |  |
|                                 |                     | Giovanna d'Armagnac   | Giovanni I d'Armagnac  |  |  |       |  |  |                            |  |  |                          |  |
|                                 |                     | Giovanna d'Armagnac   | Beatrice di Clermont   |  |  |       |  |  |                            |  |  |                          |  |
|                                 |                     | Giovanna d'Armagnac   |                        |  |  |       |  |  |                            |  |  |                          |  |

### Fonti primarie
- (IT)  Chroniques d'Amadi et de Strambaldi. T. 1.
- (IT)  Chroniques d'Amadi et de Strambaldi. T. 2.
- (IT)  Monumenta Aquensia, Volume 2.
- (FR)  Histoire généalogique de la royale maison de Savoie, justifiée par titres, ..par Guichenon, Samuel
- (FR)  Histoire généalogique et chronologique de la maison royale de France.

### Letteratura storiografica
- (FR)  Les familles d'outre-mer.